# Klodsmajor
Klodsmajor er et klassisk gammelt familiespil, der i sin simpelhed går ud på at deltagerne på skift trækker en træklods ud af tårnet og placerer den oven på tårnet, således vil tårnet langsomt blive højere og mere skrøbeligt, indtil en klodsmajor kommer til at vælte tårnet.
Et tilsvarende spil går under navnet Jenga (bydefrom af 'kujenga', der på swahili betyder "at bygge") i mange andre lande. Dette er dog uden farvede klodser og har derfor nogle lidt andre udfordringer.

## Regler
Først skal tårnet bygges, hvilket sker ved at der lægges en bund af 3 klodser i de 3 forskellige farver rød, blå og gul. Dernæst skal der placeres 3 klodser på tværs af det første lag og så videre indtil alle klodser er brugt.
Når tårnet er konstrueret skal deltagerne (Dan-spil foreslår op til 6 spillere) skiftes om at slå med en farvet terning. Den pågældende spiller skal nu med én hånd trække eller skubbe en klods i den viste farve og placere klodsen øverst på tårnet. Opfyldningen øverst på tårnet skal stadig lægges 3 og 3, som ved opbygningen, men de gule klodser behøver ikke længere at være placeret i midten.
Spillet forsætter indtil en spiller vælter tårnet, og de andre modspillere skal nu højt råbe KLODSMAJOR.

## Taktik
Selvom klodsmajor mest af alt handler om almen fingersnilde, koncentration og vilje, er der også andre matematiske aspekter i spillet. Det gælder tit om at have øje for balancepunktet i tårnet før man trækker klodserne ud og når klodserne skal placeres.
Desuden bør man være opmærksom på at klodserne har forskellig størrelse, og således vil nogle brikker ofte sidde godt faste, mens andre let kan skubbes ud.